# Noatak, Alaska
Noatak, Alaska (енгл. Noatak) насељено је место без административног статуса у америчкој савезној држави Аљаска.

## Демографија
По попису из 2010. године број становника је 514, што је 86 (20,1%) становника више него 2000. године.
| Група             | 2000.     | 2010.     |
| Белци             | 16 (3,7%) | 13 (2,5%) |
| Афроамериканци    | 1 (0,2%)  | 2 (0,4%)  |
| Азијати           | 0 (0,0%)  | 0 (0,0%)  |
| Хиспаноамериканци | 1 (0,2%)  | 0 (0,0%)  |
| Укупно            | 428       | 514       |